# Losa del Obispo
Losa del Obispo, en castillan et officiellement (La Llosa del Bisbe en valencien), est une commune d'Espagne de la province de Valence dans la Communauté valencienne. Elle est située dans la comarque de Los Serranos et dans la zone à prédominance linguistique castillane.

## Géographie

Localisation de Losa del Obispo
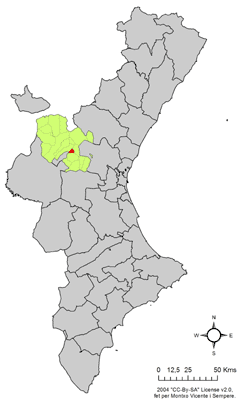
dans la Communauté valencienne.
dans la comarque de Los Serranos.

### Localités limitrophes
Le territoire municipal de Losa del Obispo est voisin de celui des communes suivantes :
Chulilla, Domeño, Loriguilla, Villar del Arzobispo et Casinos, toutes situées dans la province de Valence.

## Démographie
| 1990 | 1992 | 1994 | 1996 | 1998 | 2000 | 2002 | 2004 | 2005 | 2007 |
| ---- | ---- | ---- | ---- | ---- | ---- | ---- | ---- | ---- | ---- |
| 495  | 490  | 503  | 469  | 462  | 450  | 431  | 478  | 504  | 523  |

### Sources
- (es) Cet article est partiellement ou en totalité issu de l’article de Wikipédia en espagnol intitulé « Losa del Obispo » (voir la liste des auteurs).